# Lazarus: Original Cast Recording
Lazarus (Original Cast Recording) è l'album colonna sonora del musical Lazarus rappresentato a Broadway dal New York Theatre Workshop, scritto e composto da David Bowie e Enda Walsh. La colonna sonora è stata pubblicata il 21 ottobre 2016.

## Descrizione
L'album include tre pezzi inediti di Bowie, No Plan, Killing a Little Time e When I Met You. L'album venne registrato l'11 gennaio 2016, il giorno successivo alla morte di Bowie.

## Tracce
CD1
1. Hello Mary Lou (Goodbye Heart) (Ricky Nelson) - 0:40
2. Lazarus (Michael C. Hall & cast di Lazarus) - 3:39
3. It's No Game (Michael C. Hall, Lynn Craig, & cast di Lazarus) - 3:53
4. This Is Not America (Sophia Anne Caruso & cast di Lazarus) - 4:18
5. The Man Who Sold the World (Charlie Pollack) - 3:22
6. No Plan (Sophia Anne Caruso) - 3:35
7. Love Is Lost (Michael Esper & cast di Lazarus) - 2:55
8. Changes (Cristin Milioti & cast di Lazarus) - 3:58
9. Where Are We Now? (Michael C. Hall & cast di Lazarus) - 4:22
10. Absolute Beginners (Michael C. Hall, Cristin Milioti, Michael Esper, Sophia Anne Caruso, Krystina Alabado, & cast di Lazarus) - 4:40
11. Dirty Boys (Michael Esper) - 2:28
12. Killing a Little Time (Michael C. Hall) - 3:48
13. Life on Mars? (Sophia Anne Caruso) - 3:48
14. All the Young Dudes (Nicholas Christopher, Lynn Craig, Michael Esper, Sophia Anne Caruso, & cast di Lazarus) - 2:55
15. Sound and Vision (David Bowie) - 0:40
16. Always Crashing in the Same Car (Cristin Milioti) - 3:12
17. Valentine's Day (Michael Esper & cast di Lazarus) - 3:00
18. When I Met You (Michael C. Hall & Krystina Alabado) - 3:56
19. Heroes (Michael C. Hall, Sophia Anne Caruso, & cast di Lazarus) - 4:47

CD2
1. Lazarus (David Bowie) - 6:24
2. No Plan (David Bowie) - 3:41
3. Killing a Little Time (David Bowie) - 3:48
4. When I Met You (David Bowie) - 4:08